# Завершение Второй мировой войны в Европе

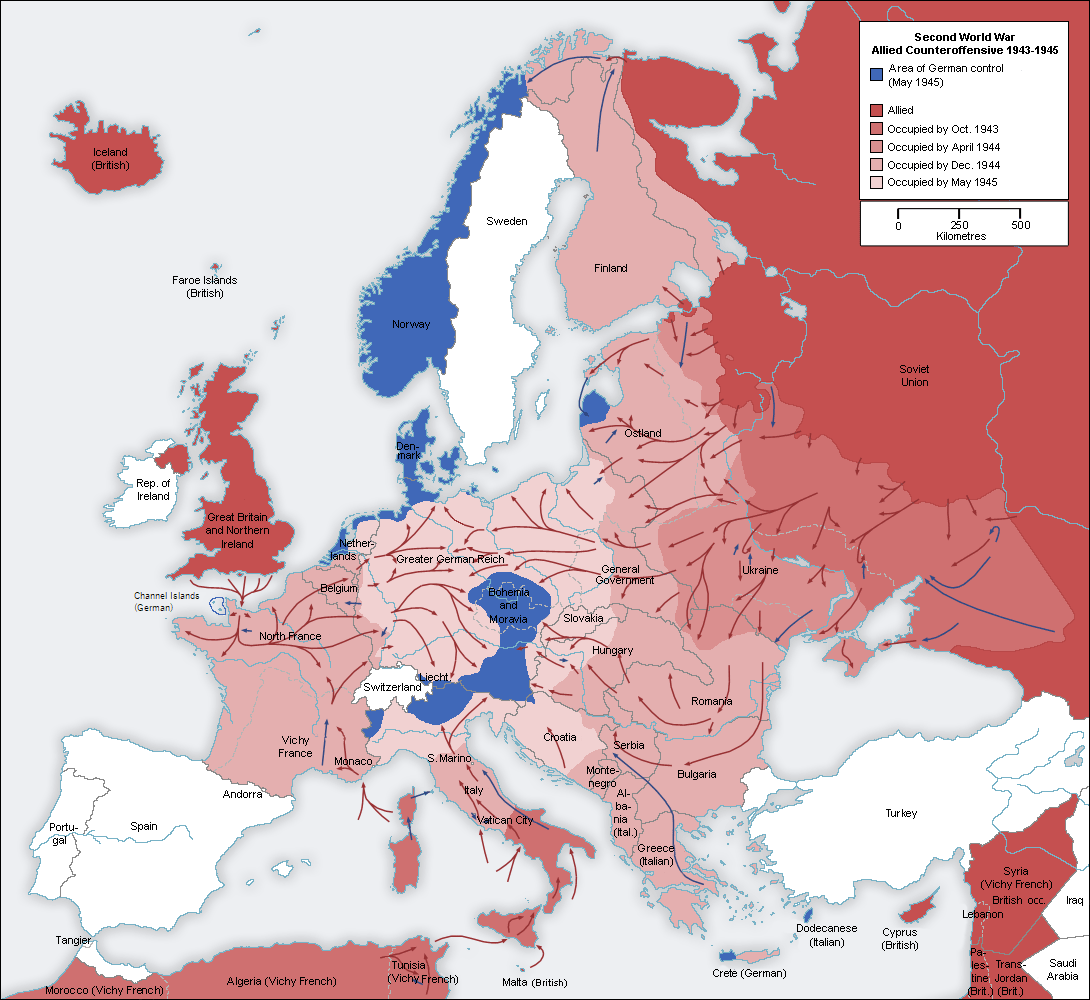
Территории, контролировавшиеся войсками Германии на момент капитуляции (отмечены синим цветом)

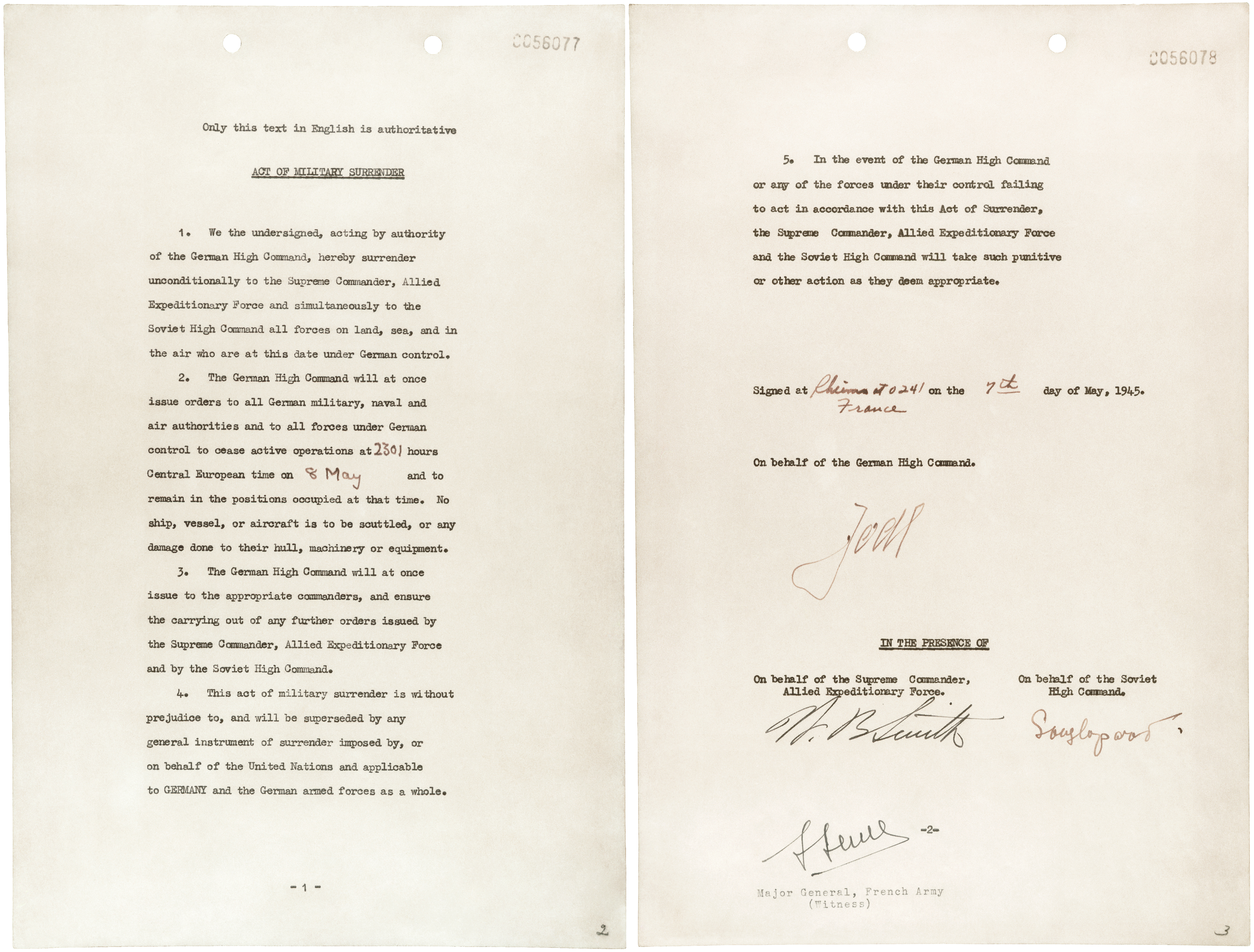
Акт о капитуляции Германии, подписанный в Реймсе 7 мая 1945 г.

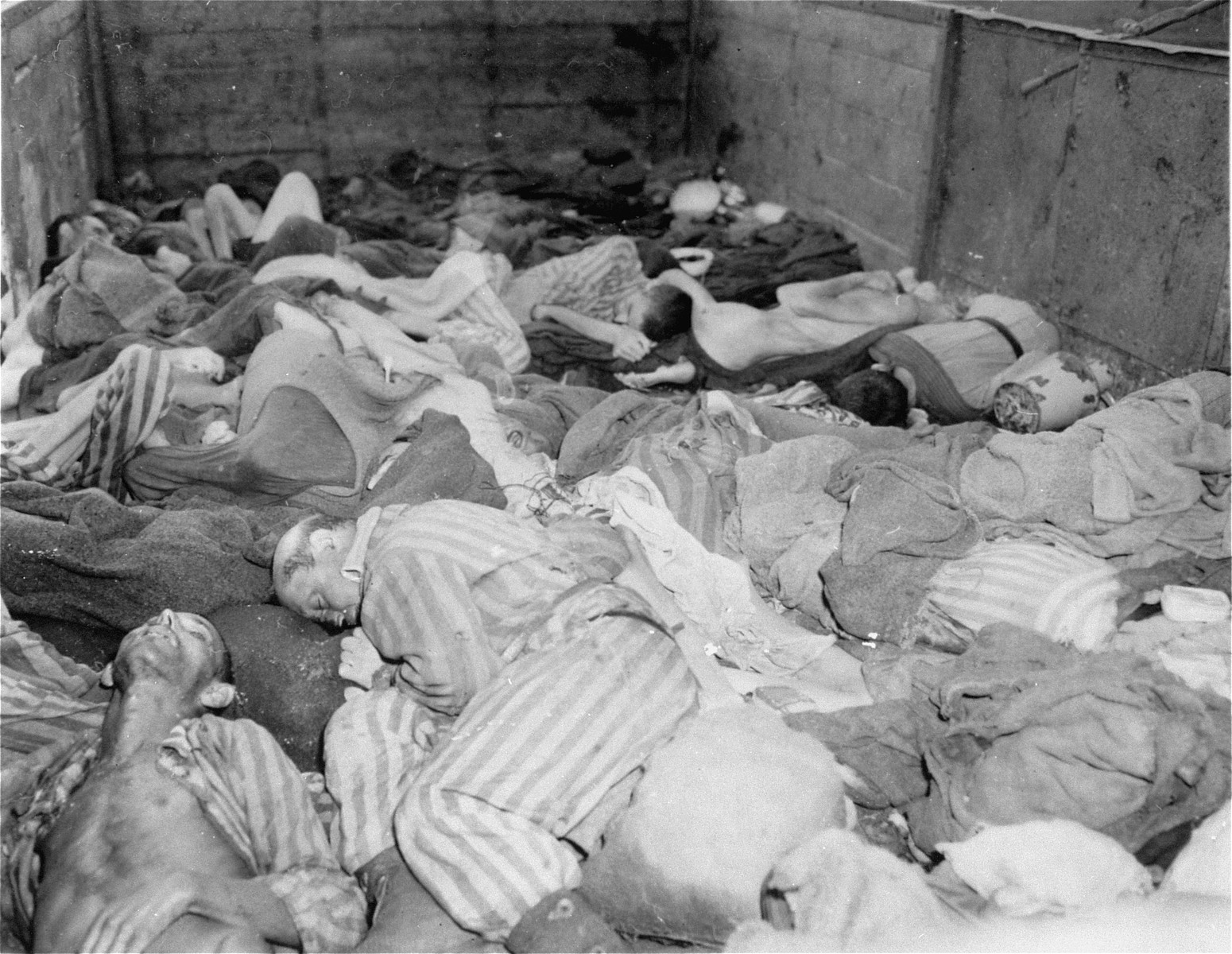
Поезд смерти Дахау состоял из почти сорока вагонов, в которых находились тела от 2000 до 3000 заключенных, которые были эвакуированы из Бухенвальда на 7 апреля 1945 г.

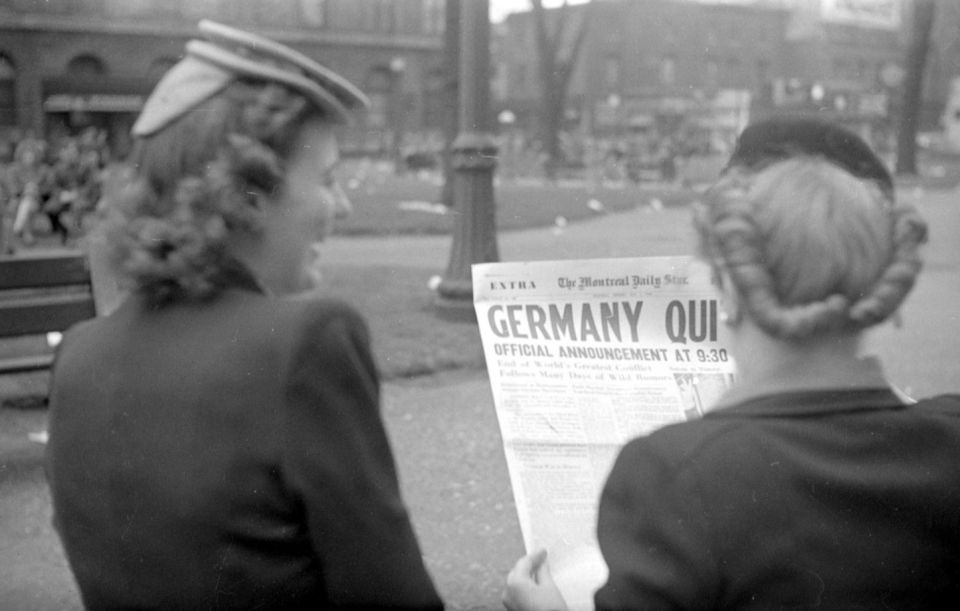
Монреальский «Daily Star» на первой странице объявляет о капитуляции Германии 7 мая 1945

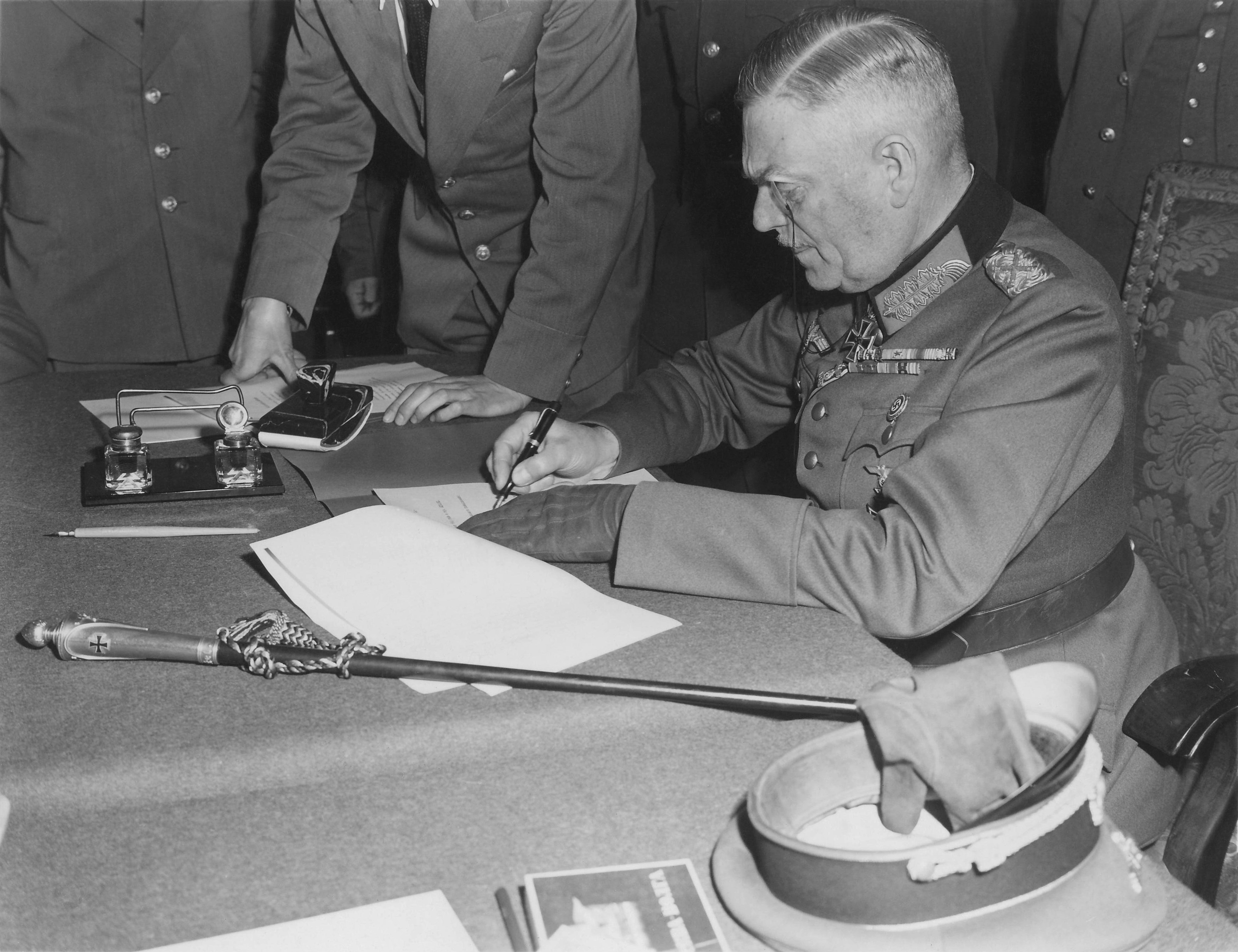
Кейтель подписывает условия капитуляции 8 мая 1945 года в Берлине

Вторая мировая война в Европе официально завершилась 8 (9) мая 1945 года с подписанием Акта о безоговорочной капитуляции Германии. Тем не менее, некоторые отдельные части германских вооружённых сил отказались сложить оружие и продолжали сопротивление до конца мая 1945 года.

## Сражения в Европе после 9 мая 1945 года
Хотя большинство командиров германских вооружённых сил подчинилось приказу ОКВ сдаться, среди них были и те, кто отказался капитулировать. Самые большие силы из отказавшихся сдаваться — остатки группы армий «Центр» — находились под командованием генерала Фердинанда Шёрнера, который был назначен Гитлером главнокомандующим сухопутными войсками в его политическом завещании 29 апреля 1945 года. Советское командование, развивая наступление во время Пражской операции, направило против оставшихся немецких войск значительно превосходящие их по численности силы. После 9 мая было несколько столкновений в Судетах, к 11 мая большая часть немецких войск капитулировала, но окончательно они были разгромлены совместными усилиями войск СССР и США в битве при деревне Сливнице 12 мая 1945 года, в результате чего произошёл разгром последней действительно боеспособной немецкой группировки, контролировавшей территории на юго-востоке Германии и частично Австрии, Чехословакии, Италии и Югославии. Большинство других немецких групп войск, не сложивших оружие на 8-9 мая 1945 года, в итоге сдалось мирно, но опять же не все:
- 2-я армия Вермахта под командованием генерала Дитриха фон Заукена удерживала плацдармы у Хайлигенбайля, Данцига и полуострова Хель в дельте реки Висла в Польше. Они сдались вечером 9 мая, практически тогда же прекратили сопротивление германские части на греческих островах (к 9 мая немцы контролировали западную часть Крита, Родос и несколько мелких островов), на большей части Нормандских островов, а также во французских портовых городах западного побережья страны Сен-Назер, Ла-Рошель и Лорьян. В это же время согласились сдаться немцы в Дании, Норвегии, в северных районах Германии и Нидерландов, а также на территории юго-восточной Франции у швейцарской границы. Однако гарнизон датского острова Борнхольм продолжал сопротивление до вечера 9 мая против высадившегося советского морского десанта (перед этим, 7-8 мая остров подвергся сильной бомбардировке советской авиации), отдельные немецкие морские конвои с острова прорывались и уходили в Данию и Швецию[1] В течение 10—11 мая шло разоружение немецкого гарнизона, а на Борнхольм был доставлен весь 132-й стрелковый корпус РККА (7687 человек)[2].
- 13 мая 1945 года Красная армия фактически прекратила боевые действия в Европе. В этот день был занят последний крошечный анклав в центральной Чехословакии, в котором немцы продолжали сопротивляться.
- Несмотря на то, что на большинстве Нормандских островов немцы сдались ещё 9 мая, гарнизон на острове Олдерни отказывался сдаться до 16 мая.
- На северо-западе Югославии продолжала находиться небольшая группировка немецких войск, примирившаяся с четниками, чтобы совместно противостоять югославским партизанам Иосипа Тито. Между этими силами произошло одно из последних сражений в Европе — Полянская битва (14-15 мая 1945 года), в которой немцы и четники были разгромлены.
- На территории западной части Латвии, известной под названием Курляндский котёл, остатки группировки немецких войск оказывали ожесточённое сопротивление советским войскам вплоть до 15 мая 1945 года. Отдельные боевые действия прекратились там только после 23 мая 1945 года (когда было арестовано последнее немецкое правительство во Фленсбурге),[3] хотя по некоторым данным, разрозненные части оказывали сопротивление советским войскам в Курляндском котле до июля[4]. Последний катер с беженцами отплыл на шведский остров Готланд 30 октября 1945 года[5].
- На севере Италии также оставалась небольшая группировка немецких войск вместе с русскими коллаборационистами — Казачьим Станом. Эти части продолжали сопротивление до начала мая 1945 года и капитулировали только 18 мая перед британскими войсками. Позднее английское командование выдало сдавшихся казаков советским органам НКВД в Линце.
- До 20 мая 1945 года продолжались бои на голландском острове Тексел, где находился батальон грузинского легиона, который поднял восстание против немецкого гарнизона ещё 5 апреля 1945 года. Немецкое командование высадило на остров морской десант против восставших: бои на острове шли ещё 12 дней уже после капитуляции германских войск (5 мая в Нидерландах и 8 мая в Германии). Только 20 мая высадившиеся на остров канадские части сил Антигитлеровской коалиции смогли остановить бои на острове[6].
- Крайний север Германии — южная часть Шлезвиг-Гольштейна — находился под контролем германского правительства до 23 мая 1945 года, когда Фленсбургское правительство было арестовано англо-американской администрацией. Там также имелись и боеспособные вооружённые силы Вермахта и СС (а также Люфтваффе и Кригсмарине), но после 9 мая 1945 они не вели боевых действий и не оказывали никакого сопротивления.
- 11 мая 1945 года когда освобожденная Европа уже праздновала Победу, британская 28-я пехотная бригада генерала Престона высадилась на Крите. Англичане относились к немецкому гарнизону на Крите с большим уважением, ибо помнили, как немецкие десантники Штудента разгромили в 1941 году местный британский сорокатысячный гарнизон, взяв при этом семнадцать тысяч пленных. Поэтому, капитулировавшим немцам оставили не только оружие, но и технику. Солидную часть Крита к этому времени контролировали левые греческие партизаны ЭЛАС, и когда британцы с ходу решили разоружить и интернировать своих греческих союзников (среди них было много коммунистов), партизаны оказали вооружённое сопротивление и разбили англичан, окружив основные части британской бригады. Генерал Престон, срочно обратился к своим «новым союзникам», то есть де-факто к немецким частям находившимся на острове и 11 мая 1945 немецкие панцергренадеры, при поддержке 212-го немецкого танкового батальона атаковали не ожидающих этого греческих партизан и деблокировали своих новых британских союзников. Британцы фактически включили немцев в свой гарнизон и, что интересно, личный автомобиль генерала Престона в поездках по острову всегда охраняли два немецких танка «Тигр». Полтора месяца шли бои на Крите. И только после того, как 26 июня 1945 года греческие повстанцы были вытеснены в горные районы острова, англичане разоружили немцев и отправили их в лагеря для военнопленных.[источник?]
- Последними официально сдавшимися германскими военнослужащими можно считать 11 человек на Шпицбергене (10 солдат под командованием зондерфюрера Вильгельма Деге), которые в рамках немецкой Операции «Вояка» были отправлены на полярный архипелаг ещё в августе 1944 года для установки метеостанции. 29 апреля 1945 года они потеряли радиосвязь с Германией и жили изолированно до сентября 1945 года, когда и были случайно найдены норвежскими охотниками на тюленей. Никакого сопротивления при аресте ими оказано не было, и 4 сентября они сдались.